# Abraxas ischna
Abraxas ischna là một loài bướm đêm trong họ Geometridae.